# Irlanda ai Giochi della XVII Olimpiade
L'Irlanda partecipò ai Giochi della XVII Olimpiade che si sono svolti a Roma dal 25 agosto all'11 settembre 1960, con una delegazione di 49 atleti impegnati in otto discipline, per un totale di 39 competizioni. Portabandiera alla cerimonia di apertura fu Ronnie Delany, alla sua seconda Olimpiade, medaglia d'oro a Melbourne 1956 sui 1500 metri.
Fu la settima partecipazione di questo paese ai Giochi estivi. Non furono conquistate medaglie.